# Арайхазар (подокруг)
Арайхазар (бенг. আড়াইহাজার, англ. Araihazar) — подокруг в центральной части Бангладеш в составе округа Нараянгандж. Образован в 1921 году. Административный центр — город Арайхазар. Площадь подокруга — 183,35 км². По данным переписи 1991 года численность населения подокруга составляла 299 855 человек. Плотность населения равнялась 1635 чел. на 1 км². Уровень грамотности населения составлял 23,6 %. Религиозный состав: мусульмане — 96,08 %, индуисты — 3,76 %, прочие — 0,16 %.